# Alessandro Botta Adorno
Le marquis Alessandro Botta Adorno est un poète italien, connu dans l’Académie d'Arcadie sous le nom de Mirindo Erineo.

## Œuvres
On trouve de ses poésies dans plusieurs recueils du temps. Muratori ne les appelle point du tout Perfetta poesia, mais son gros livre en 2 vol. in-4°, intitulé, Della perfetta Poesia italiana, Modène, 1706, est dédié à ce même marquis Alessandro Botta Adorno, qui était alors fort jeune, mais déjà célèbre par son goût et son talent pour la poésie, comme l’épitre dédicatoire nous l’apprend. Cet ouvrage est divisé en 4 livres, et au commencement de chacun d’eux, Muratori adresse la parole au marquis Botta Adorno : voilà comme il y est quatre fois question de lui. Dans deux autres endroits (liv. 4, p. 193 et 307), l’auteur cite deux sonnets de ce jeune poète, et fait remarquer dans l’un, qui est adressé au pape Clément XI, l’art de louer, en disant qu’on est inhabile à la louange, et dans l’autre, dont deux tourterelles sont le sujet, le talent de s’exprimer avec grâce et avec une douce facilité. Mazzuchelli, dans le très-petit article qu’il consacre à Botta Adorno ne parle ni d’aucun ouvrage inédit qui soit resté de lui, ni de la bibliothèque de sa famille.